# 공주시민운동장
공주시민운동장(公州市民運動場, Gongju Civic Stadium)은 대한민국 충청남도 공주시에 있는 스포츠 시설이다. 천연잔디 필드와 우레탄 트랙이 갖춰진 경기장이며, 1990년 10월에 준공되었다. '공주공설운동장'이라는 명칭으로 개장했고, 이후 '공주종합운동장'으로 명칭을 변경했다. 2011년 6월에 '공주시민운동장'으로 명칭이 변경되었다.

## 참고 문헌
- “공주시문화시설사업소 시설 안내”. 공주시청.
- 〈공주시민운동장〉. 《한국향토문화전자대전》. [깨진 링크(과거 내용 찾기)]
- 〈공주시민운동장〉. 《두피디아》. 두산.
- 《2019년 전국 공공체육시설 현황 (2018년말 기준)》. 대한민국 문화체육관광부. 2020.
- 《2023 전국 공공체육시설 현황 (2022년 12월말 기준)》. 대한민국 문화체육관광부. 2024.